# جو بيليجريني
جو بيليجريني (بالإنجليزية: Joe Pellegrini)‏ هو لاعب كرة قدم أمريكية أمريكي، ولد في 8 أبريل 1957 في بوسطن في الولايات المتحدة.

## وصلات خارجية
- جو بيليجريني على موقع مرجع كرة القدم المحترفة.كوم (الإنجليزية)
- جو بيليجريني على موقع مرجع كرة القدم المحترفة.كوم (الإنجليزية)